# Lara Mori
Pour les articles homonymes, voir Mori.
Lara Mori (née le 26 juillet 1998 à Montevarchi) est une gymnaste artistique italienne.
Elle remporte le titre national en 2017. Elle remporte la médaille d'or au concours général individuel et au concours par équipes aux Jeux méditerranéens de 2018. Elle y remporte également le titre au sol.